# Wilhelm Bergér
Wilhelm Bergér (* 28. September 1891 in Hanau; † 28. Juli 1975 in Darmstadt) war ein deutscher evangelischer Pfarrer und Kirchenpolitiker.

## Leben
Wilhelm Bergér wurde als Sohn des Lehrers Heinrich Bergér und dessen Ehefrau Louise Petronelle Spielmann geboren und absolvierte ein Theologiestudium (Promotion zum Dr. phil. im November 1930). 1918 wurde er ordiniert und war anschließend bis 1920 als Vikar und Pfarrverwalter eingesetzt, bevor er bis 1927 die Stelle als Pfarrer in Bad König innehatte. 1927 schrieb er als Pfarrer der 
Martin-Luther-Gemeinde Darmstadt „Welche Schulform ist vom evangelischen Standpunkt aus zu wünschen ? Mit besonderer Berücksichtigung der hessischen Verhältnisse.“ Im November 1930 nahm die Universität Gießen die Dissertation an.
1933 folgte die Wahl Bergérs zum Mitglied der Landessynode der Evangelischen Landeskirche in Hessen. 1934 bzw. endgültig 1947 wurde die Evangelische Landeskirche in Hessen mit der Evangelischen Landeskirche in Nassau und der Evangelischen Landeskirche Frankfurt am Main zur Evangelischen Kirche in Hessen und Nassau (bis 1945: Evangelische Landeskirche Nassau-Hessen) vereinigt.
In den Jahren von 1934 bis 1947 leitete Bergér den Evangelischen Bund in Hessen-Nassau.
Nach dem Zweiten Weltkrieg war zunächst unklar, ob die Landeskirche Nassau-Hessen rechtmäßig bestand. Deshalb wurde am 13. April 1945 eine vorläufige Kirchenregierung der Evangelischen Landeskirche in Hessen-Nassau gebildet, der neben dem Präsidenten Friedrich Müller auch Bergér als Leiter des Evangelischen Bundes angehörten. Da Müller zugleich das Amt des Superintendenten in der Kirchenprovinz Starkenburg innehatte, überließ er Bergér für die Zeit vom 16. Mai 1945 bis zum 16. April 1948 die Amtsführung.
1949 wurde Bergér zum Oberkirchenrat ernannt und war für die Öffentlichkeitsarbeit in der Evangelischen Kirche Hessen-Nassau verantwortlich.
1955 wurde er in den Ruhestand verabschiedet.